# Wohnstallhaus (Kölsa)
Das Wohnstallhaus in der Hauptstraße 5 ist ein denkmalgeschütztes Gebäude in Kölsa, einem Ortsteil der Kleinstadt Falkenberg/Elster im südbrandenburgischen Landkreis Elbe-Elster. Im örtlichen Denkmalverzeichnis ist es unter der Erfassungsnummer 09135286 verzeichnet.
Bei dem Gebäude handelt es sich um ein zweigeschossiges massives Fachwerkhaus mit Lehmstakenausfachung und Krüppelwalmdach. Datiert wird es auf die zweite Hälfte des 18. Jahrhunderts. Ein weiteres Baudenkmal in Kölsa ist die aus dem 18. Jahrhundert stammende örtliche Dorfkirche.